# Dallithyris crosnieri
Dallithyris crosnieri är en armfotingsart som först beskrevs av Cooper 1983.  Dallithyris crosnieri ingår i släktet Dallithyris och familjen Terebratulidae. Inga underarter finns listade i Catalogue of Life.